# Eulasiona unispinosa
Eulasiona unispinosa är en tvåvingeart som först beskrevs av Daniel William Coquillett 1898.  Eulasiona unispinosa ingår i släktet Eulasiona och familjen parasitflugor.
Artens utbredningsområde är Maryland. Inga underarter finns listade i Catalogue of Life.